# Acalypha saxicola
Acalypha saxicola là một loài thực vật có hoa trong họ Đại kích. Loài này được Wiggins mô tả khoa học đầu tiên năm 1940.